# Massaker von Maratha, Santalaris und Aloda

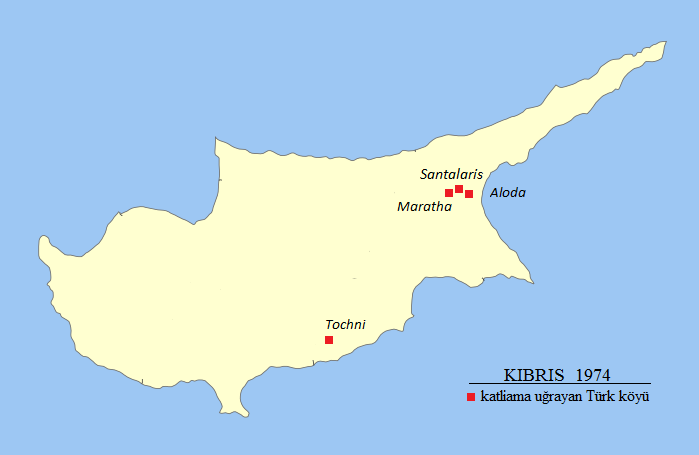

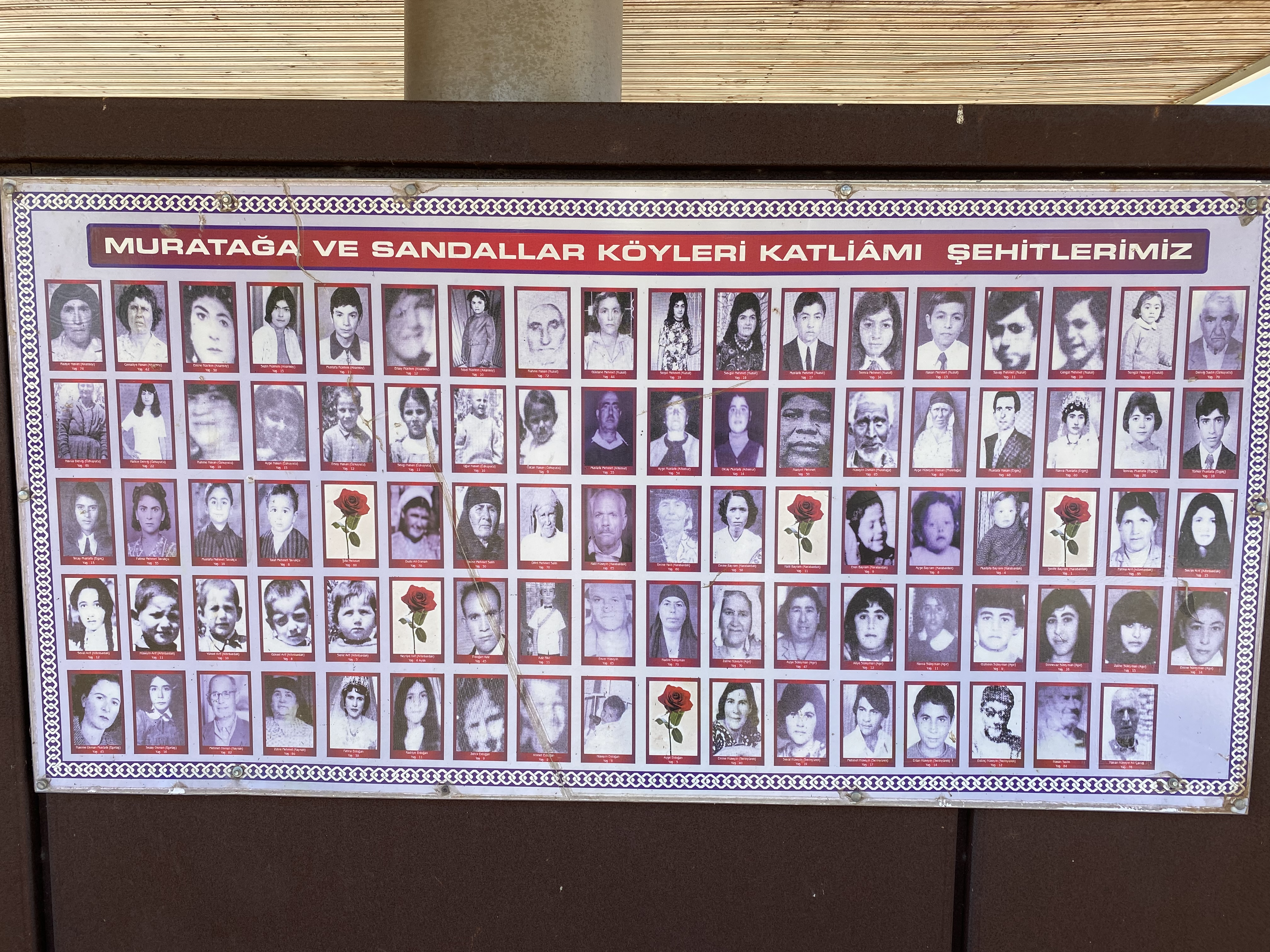
Die Toten von Maratha und Santalaris

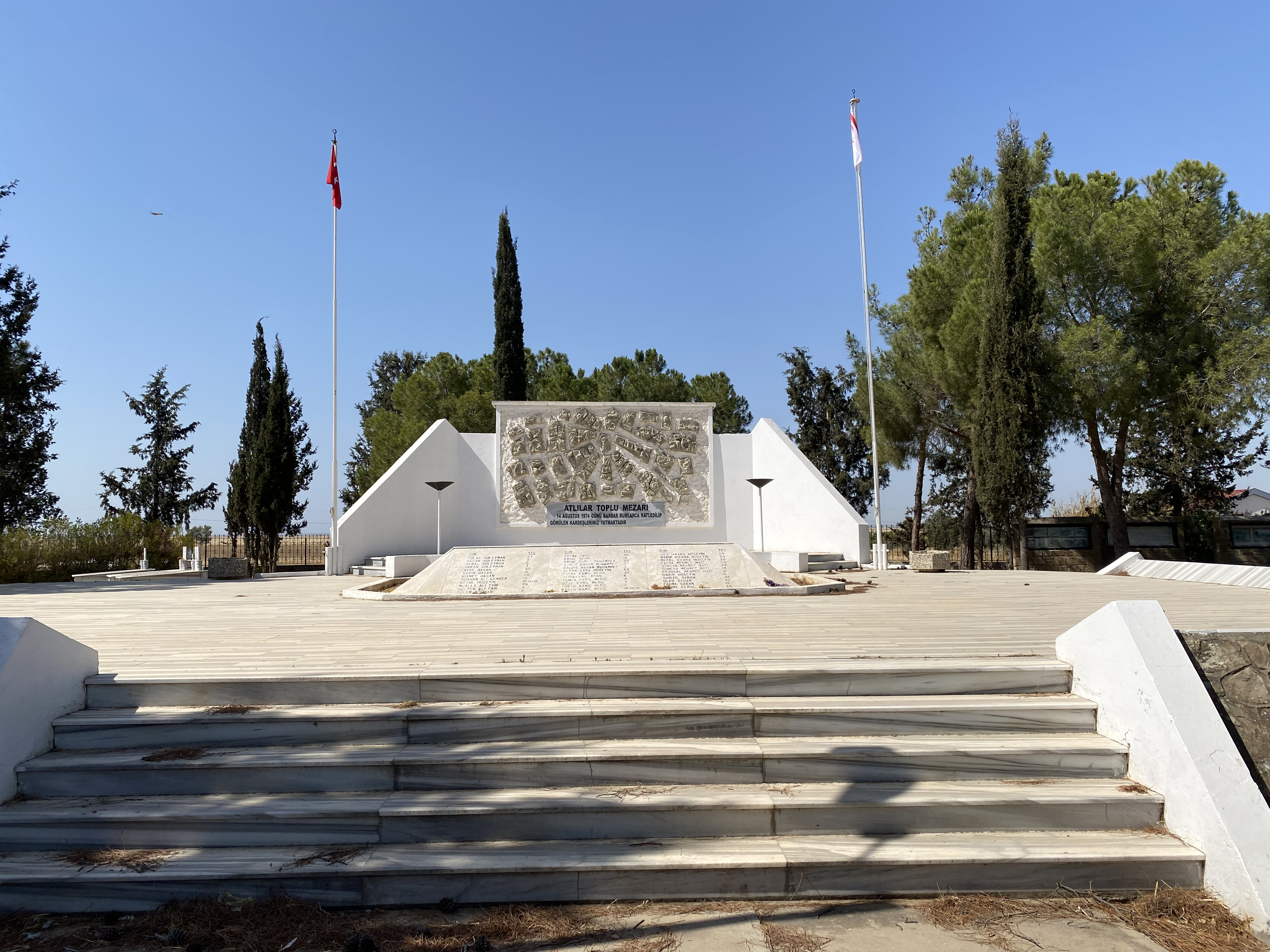
Massengrab von Aloda

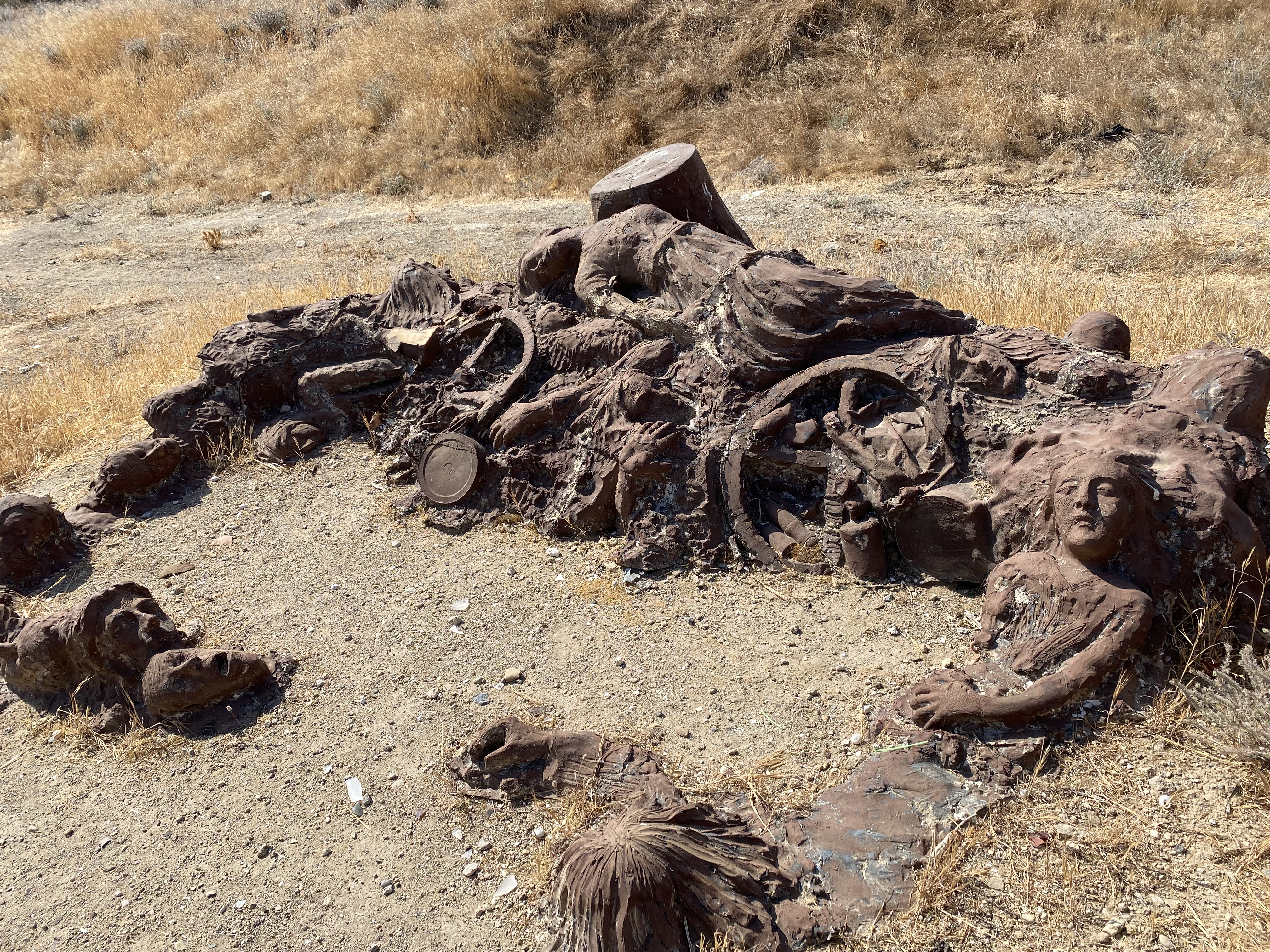
Massengrab von Maratha

Die Massaker von Maratha, Santalaris und Aloda (türkisch Muratağa, Sandallar ve Atlılar katliamı) wurden 1974 während des Zypernkonflikts von Zyperngriechen der EOKA-B an Zyperntürken in Maratha, Santalaris und Aloda (türkisch Muratağa, Sandallar ve Atlılar) verübt.
In einem Massengrab unweit von Maratha wurden am 2. September 1974 von der vorrückenden Türkischen Armee 84/89 Leichen der Opfer des Massakers aufgefunden. Die Opferzahl wurde von schwedischen Offizieren der UNO-Mission bestätigt. Vor dem Angriff hatte Maratha 93 Einwohner. Ein Überlebender des Massakers datierte den Angriff auf den 14. August 1974. Da gleichzeitig mit der Entdeckung des Massengrabs in Maratha auch Massengräber bei den Dörfern Santalaris (türkisch Sandallar) und Aloda (türkisch Atlılar) (37 getötet) aufgefunden wurden, werden diese drei Massaker zusammen auch als Massaker von Maratha, Santalaris und Aloda (126 getötet) bezeichnet, für die der 14. August in der Türkischen Republik Nordzypern zum Gedenktag erklärt wurde.
Auch aus der bis dahin gemischt bewohnten Ortschaft Tochni (heute: Republik Zypern zwischen Larnaka und Limassol gelegen) wurden 85 zyperntürkische Einwohner am Abend des 14. August entführt und ermordet.